# Opera Software
Opera Software je norská firma, známá především díky svému webovému prohlížeči Opera. Opera Software také aktivně podporuje vývoj a prosazování webových standardů ve spolupráci s asociací W3C. Hlavní sídlo firmy je v norském Oslu. Další pobočky se nacházejí v USA, Švédsku, Číně, Indii, Japonsku, Jižní Koreji, Polsku a nyní i České republice.

## Historie

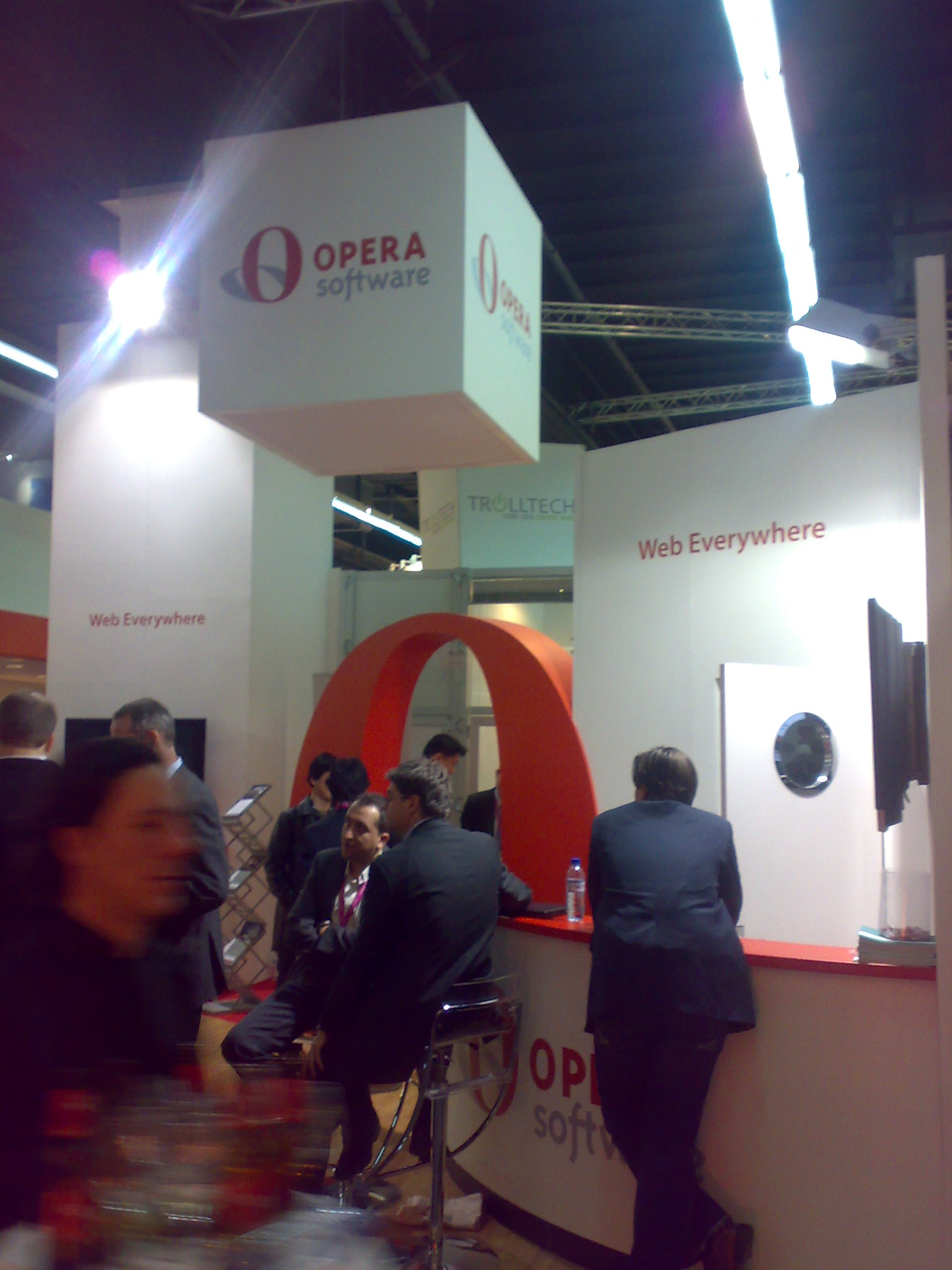
Opera Software stánek na GSMA v Barceloně 2008.

Společnost byla založena Jonem Stephensonem von Tetzchner a Geirem Ivarsøy 30. srpna 1995.
Důvod založení byl pokračovat v práci na projektu, který začal Telenor, největší norská telekomunikační společnost.
Prvním produktem byl webový prohlížeč Opera verze 2.1 pro Microsoft Windows, ten byl představen roku 1997.
Díky rozrůstajícímu se trhu s kapesními počítači byl roku 1998 založen další projekt s jediným účelem, přenést Operu na více platforem. Opera 4.0, vydaná v roce 2000 obsahovala nové multiplatformní jádro, které umožnilo vydání Opery pro různé operační systémy a platformy.
Do této doby byla Opera trialware, což znamenalo, že po uplynutí zkušební doby bylo nutné zakoupit licenci. Verze 5 vydaná v roce 2000, už ale byla Adware, uživatelům bez licence se tak zobrazovaly reklamní banery. Takto to fungovalo několik let. V pozdějších verzích si však uživatelé mohli vybrat mezi zobrazováním reklamních banerů nebo cílené textové reklamy od Googlu.
12. ledna 2005 Opera Software oznámili, že Operu poskytne zdarma pro velké vědecké ústavy místo původní ceny $1000 za neomezený počet licencí. Mezi ústavy, které tuto možnost využily, patřily Massachusettský technologický institut (MIT), Harvardova univerzita, Oxfordská univerzita a další.
V roce 2005 byla vydána verze Opery 8.5, ve které už žádné reklamy nebyly. Jako hlavní zdroj financí byla smlouva s Google, proto byl nastaven Google jako výchozí vyhledávač.
Srpnu roku 2005 byla představena Opera Mini, prohlížeč pro mobilní telefony založen na technologii Java ME. Nebyl však určen pro koncové zákazníky nýbrž pro mobilní operátory. Důvod byl prostý, zvýšit příjem a nebýt tolik závislý na příjmu z reklamy a sponzorech.
20. září 2005 oznámila Opera Software, že uvolní svůj webový prohlížeč zdarma a odstraní reklamy. Tento krok byl učiněn v domnění, že si poté Opera získá více uživatelů.

## Strategie
Cílem Opera software je poskytovat nejlepší možné prostředí pro práci s internetem na všech možných zařízeních. Což znamená vytvořit rychlý, bezpečný prohlížeč, který je schopen běžet na jakémkoliv zařízení, platformě a operačním systému.